# إصلاحية دالاس
المؤسسة الإصلاحية لولاية دالاس، أو اختصارًا إصلاحية دالاس، هو سجن في بنسلفانيا يقع في مقاطعة لوزيرن، بنسلفانيا، الولايات المتحدة. لورانس ماهالي هو مدير المؤسسة.
يوجد في إصلاحية دالاس حوالي 2140 سجينًا، حوالي 400 منهم يقضون حياتهم دون الإفراج المشروط. لديها 119 سريرا في وحدتها السكنية (RHU). تم بناء السجن في دالاس لإيواء 1750 نزيل.

## التاريخ
وفقًا لموقع الويب الرسمي لإدارة الإصلاحيات، تم افتتاح إصلاحية دالاس (في مقاطعة لوزيرن، على بعد 10 أميال من ويلكس-بير) في عام 1960. بعد أن أبطل قرار المحكمة العليا للولاية لعام 1966 مفهوم "المنحرفين المعيبين"، أصبحت دالاس، مثل هانتينغدون، مؤسسة للبالغين. وهي الآن منشأة أمنية متوسطة للرجال ".

## روابط خارجية
- موقع SCI دالاس
- موقع قسم التصحيحات الفلسطينية